# 현길언
현길언(玄吉彦, 1940년 2월 17일 ~ 2020년 3월 10일)은 대한민국의 소설가이다.
제주에서 출생하였고, 제주대 국문과와 성균관대 대학원을 졸업하였다. 1980년 《현대문학》에 〈성 무너지는 소리〉,〈급장 선거〉가 추천되어 등단하였다. 주요 작품으로 《우리들의 신부님》,《열전(1-5)》(연작),《사제와 제물》 등이 있다. 제주도라는 향토적 삶의 세계를 소재로 분단된 민족 비극의 실상을 파헤치는 작가로 평가되고 있다. 한양대 교수를 역임하였다.

## 저서
- 《광야》
- 《사막으로 난 길》자음과모음 ISBN 9788954430999
- 《네 아비가 누구냐-당신은 아비로부터 자유로울 수 있습니까》 ISBN 9788996917175
- 《섬의 반란, 1948년 4월 3일-제주4.3사건의 진실》 ISBN 9791195263875
- 《누구나 그 섬에 갈 수 없을까-현길언 소설집》 ISBN 9788988653364
- 《꿈은 누가 꾸는가-섬의 여인 김만덕》
- 《낯선 숲으로 난 길 》 ISBN 9788954428217
- 《숲의 왕국》 ISBN 9788988653531
- 《솔로몬의 지혜》 ISBN 9788959664146
- 《유리 벽》 ISBN 9788932022093
- 《나의 집을 떠나며》 ISBN 9788932019826
- 《전쟁놀이》 ISBN 9788989654513
- 《열정시대-8ㆍ3구락부 소사》 ISBN 9788925530260
- 《그때 나는 열한 살이었다》 ISBN 9788989654063
- 《소설에서 만나는 한국인의 얼굴》 ISBN 9788959662166

## 가족 관계
- 배우자 : 김병옥
  - 아들 : 현무성 (1970년 ~ )
  - 며느리 : 김진숙
    - 손녀 : 현서영

## 같이 보기
- 현기영

## 참고 문헌
- 이 문서에는 다음커뮤니케이션(현 카카오)에서 GFDL 또는 CC-SA 라이선스로 배포한 글로벌 세계대백과사전의 내용을 기초로 작성된 글이 포함되어 있습니다.